# Distanasia
La distanasia, cacotanasia, encarnizamiento, obstinación o ensañamiento terapéutico es el empleo de todos los medios posibles, sean proporcionados o no, para prolongar artificialmente la vida y por tanto retrasar el advenimiento de la muerte en pacientes con pronta extinción de la vida natural, a pesar de que no haya esperanza alguna de curación.

## Distanasia y eutanasia
La distanasia es lo opuesto a la eutanasia. Se conoce como antidistanasia a la actitud de rechazo a la distanasia, que en unos casos se convierte en un apoyo a la eutanasia y en otros en defensa de la ortotanasia.
Tanto los Estados como los diversos colegios de médicos y enfermeros han desarrollado leyes o códigos que regulan cuándo una acción médica puede ser considerada como ensañamiento.
Los factores a tomar en cuenta son los siguientes:
- Deseo del enfermo y de sus familiares (se recomienda la redacción del testamento vital)
- La opinión de los médicos especialistas (lex artis)
- La proporcionalidad de los medios en relación con el resultado

Se puede afirmar que es moral continuar los tratamientos normales para aliviar el dolor pero se puede renunciar a tratamientos que procurarían solo una prolongación precaria de la vida.

## Implicaciones de la distanasia
- Prolongación innecesaria o fútil de los medios de soporte vital
- Situación irreversible
- Intencionalidad maliciosa (véase Primum non nocere, principio de no maleficencia)
- Adopción de medidas terapéuticas que contemplan investigación científica

## Criterios
Existen algunos criterios para que el ensañamiento se verifique:
- Inutilidad o ineficacia de la terapia
- Penosidad o gravosidad para el enfermo
- Excepcionalidad de las intervenciones o medios terapéuticos (medios desproporcionados).[4]

Sin embargo, no se han de abandonar los tratamientos ordinarios para reducir el malestar:

2. En caso de enfermedad incurable y terminal, el médico debe limitarse a aliviar los dolores físicos y morales del paciente, manteniendo en todo lo posible la calidad de una vida que se agota y evitando emprender o continuar acciones terapéuticas sin esperanza, inútiles y obstinadas. Asistirá al enfermo hasta el final, con el respeto que merece la dignidad del hombre.

3. La decisión de poner término a la supervivencia artificial en caso de muerte cerebral sólo se tomará en función de los más rigurosos criterios científicos y las garantías exigidas por la Ley. Antes de suspender los cuidados, dos médicos cualificados e independientes del equipo encargado de obtener los órganos para trasplante, suscribirán un documento que autentifique la situación
Código de deontología del colegio de médicos de España, núm. 28.

### Magisterio de la Iglesia católica
Juan Pablo II trató el tema en su encíclica Evangelium Vitae: 

Se da ciertamente la obligación moral de curarse y de hacerse curar, pero tal obligación debe confrontarse con las situaciones concretas; es necesario valorar si los medios terapéuticos a disposición son objetivamente proporcionados a las prospectivas de mejora. La renuncia a medios extraordinarios o desproporcionados no equivale al suicidio o a la eutanasia; más bien expresa la aceptación de la condición humana ante la muerte.